# Франциск Льонґава
Франциск Льонґава (пол. Franciszek Longawa; у хрещенні Геронім; 6 жовтня 1872, с. Нижня-Лонка, Польща — 2 липня 1941, м. Чортків, нині Україна) — польський католицький священник, слуга Божий католицької церкви, вбитий НКВС.

## Життєпис
Франциск Льонґава народився 6 жовтня 1872 року у селі Нижня-Лонка (Польща).
У 1894 році вступив до Кракова в проповідницький орден — Домініканський, де 14 грудня 1900 року прийняв чернечу обітницю, а 7 липня 1901 року прийняв священицьку обітницю. В ордені він служив у Львові, Богородчанах, Тимениці, Жовкві, Єзуполі, Золотому Потоці, Підкамені, Костеєві. З 1941 року був синдиком, відповідальним за фінанси в Чортківському монастирі.
У ніч з 1 на 2 липня 1941 року НКВС о. Франциска разом з іншими вивели в передмісті Чорткова, на річку Серет, і розстріляли.

### Беатифікаційний процес
Від 12 листопада 2006 року триває беатифікаційний процес прилучення о. Франциска Льонґаву до лику блаженних.